# بییدره
بییدره (به اسپانیایی: Villodre) یک شهرستان در اسپانیا است که در استان پالنسیا واقع شده‌است.

## خصوصیات
بییدره ۸ کیلومترمربع مساحت و ۳۶ نفر جمعیت دارد.